# ألان كوكس
ألان كوكس (بالإنجليزية: Alan Cox)‏ (1 يناير 1920 بليفربول في المملكة المتحدة - 1 يناير 1993) هو لاعب كرة قدم بريطاني (وحمل سابقاً جنسية المملكة المتحدة لبريطانيا العظمى وأيرلندا) في مركز جناح ‏. لعب مع نادي ترانمير روفرز لكرة القدم.